# Saint-Étienne-de-Fursac
Saint-Étienne-de-Fursac is een plaats en voormalige gemeente in het Franse departement Creuse (regio Nouvelle-Aquitaine) en telt 816 inwoners (1999). De plaats maakt deel uit van het arrondissement Guéret.

## Geschiedenis
De plaats is vergroeid met Saint-Pierre-de-Fursac waarmee het op 1 januari 2017 fuseerde tot de commune nouvelle Fursac. Voor die tijd deelden de gemeenten al een gezamenlijk gemeentehuis.

## Geografie
De oppervlakte van Saint-Étienne-de-Fursac bedraagt 31,2 km², de bevolkingsdichtheid is 26,2 inwoners per km².
De onderstaande kaart toont de ligging van Saint-Étienne-de-Fursac met de belangrijkste infrastructuur en aangrenzende gemeenten.

## Demografie
Onderstaande figuur toont het verloop van het inwonertal.